# West Lawn (Pennsylvanie)
Pour les articles homonymes, voir West Lawn.
West Lawn est une census-designated place située dans le comté de Berks, dans le Commonwealth de Pennsylvanie, aux États-Unis. Sa population, qui s’élevait à 1 715 habitants lors du recensement de 2010, est estimée à 1 725 habitants au 1er juillet 2020.

## Histoire
West Lawn a été un borough avant d’être désincorporé puis intégré à Spring Township le 1er janvier 2006.